# Bente Juncker
Bente Juncker (ur. 9 maja 1944 w Slagelse) – duńska polityk, parlamentarzystka, od stycznia do lutego 1994 minister spraw społecznych.

## Życiorys
W latach 60. pracowała jako sekretarka w przedsiębiorstwie telekomunikacyjnym KTAS. W międzyczasie zdała egzamin maturalny, podjęła też nieukończone studia ekonomiczne. Od końca tej dekady nie pracowała zawodowo, zajmując się domem. Dołączyła do powstałej w 1973 partii Centrum-Demokraterne, w 1974 została członkinią zarządu ugrupowania w mieście Hørsholm. Od 1978 zatrudniona jako sekretarka w biurze CD.
W latach 1981–1994 sprawowała mandat posłanki do Folketingetu. Od stycznia do lutego 1994 przez kilkanaście dni pełniła funkcję ministra spraw społecznych w pierwszym rządzie Poula Nyrupa Rasmussena. Zrezygnowała w atmosferze skandalu, gdy prasa doniosła o jej skargach sprzed kilku lat na zachowanie osób niepełnosprawnych w pobliżu jej letniego domu, a sama polityk w odpowiedzi zareagowała pomówieniami wobec kierownika placówki opiekuńczej. W tym samym roku została wykluczona z CD, po zakończeniu kadencji parlamentu powróciła do zajmowania się domem.

## Odznaczenia
- Kawaler Orderu Danebroga (1991)[2]